# Megacyclops latipes
Megacyclops latipes är en kräftdjursart som först beskrevs av Lowndes 1927.  Megacyclops latipes ingår i släktet Megacyclops och familjen Cyclopidae. Inga underarter finns listade i Catalogue of Life.